# Het huis van Vermeer
Het huis van Vermeer is het Delftse pand waar de Nederlandse schilder Johannes Vermeer sinds circa 1660 tot aan zijn dood in 1675 woonde en waar hij het gros van zijn oeuvre geproduceerd heeft. Deze woning stond in de toenmalige Paapse hoek, een katholieke buurt in Delft op de hoek van Oude Langendijk en de Molenpoort (thans Jozefstraat v/h Molenpoort).
Onduidelijk is of dit pand op de westelijke of oostelijke zijde van genoemde hoek stond. Op de westelijke zijde stond destijds een pand genaamd Trapmolen, wat later een woonhuis werd en nu de Oude Langendijk 25 is; op de oostelijke zijde was ooit een herberg, het Serpent, dat daarna een woning was en omstreeks 1835 afgebroken is om plaats te maken voor de uitbreiding van een schuilkerk. Dat adres wordt thans bezet door het westelijke deel van de Maria van Jessekerk. Ook de bouwkundige indeling en grootte van het huis van Vermeer zijn onderwerp van debat, waarbij onder meer de stelling genomen wordt dat Vermeer in zijn woning een ruimte had die als camera obscura functioneerde.

De stelling dat het gros van Vermeers oeuvre in deze woning geproduceerd is gaat vergezeld met de speculatie in hoeverre de interieurs, kledij en objecten in Vermeers werk representatief zijn geweest voor zijn leefomgeving. Hoewel de schilderijen niet per se een realistisch beeld geven van het interieur van Vermeers huis, weerspiegelen ze waarschijnlijk wel de ruimtelijke, sociale en culturele context waarin Vermeer en zijn familie leefden - tenminste, tot Rampjaar 1672.

## Context
Johannes Vermeer heeft voor zover bekend zijn leven lang in Delft gewoond. Hij werd geboren in de herberg van zijn ouders, De Vliegende Vos, waar hij tot zijn negende opgroeide. Daarna verhuisde hij met zijn ouders en zus naar herberg Mechelen aan de Markt. Daar verbleef hij mogelijk ook gedurende de eerste jaren van zijn huwelijk, voordat hij in de jaren 1660 met zijn gezin naar een pand op de hoek van de Oude Langendijk en Molenpoort in de Paapse hoek verhuisde. Daar produceerde hij het gros van zijn oeuvre, tot zijn vrij abrupte dood in 1675.
Vermeer raakte hierna in vergetelheid, maar zijn werk werd halverwege de 19e eeuw herontdekt door de Franse kunsthistoricus E.J.T. Thoré. Sindsdien is er veel onderzoek gedaan over het leven en werk van "de Sfinx van Delft" en zijn inmiddels vierendertig werken met grote zekerheid aan hem toegeschreven. Op basis van historische documenten is bekend dat hij gedurende de productiefste periode van zijn leven woonde aan de "Oude Langendijk, [op de] hoek van de Molenpoort". Aan welke zijde van die hoek hij precies gewoond heeft, is vooralsnog een onopgelost vraagstuk: men is er niet over uit of dat het om de trapmolen gaat of het Serpent. 
Door voortschrijdend inzicht - vooral door in de loop der jaren nieuw gevonden archiefmateriaal en toegenomen kennis van oude bouwkunst - neigen de onderzoekers dan weer naar het ene, dan weer naar het andere pand te wijzen als het waarschijnlijke huis van Vermeer. Er is echter nauwelijks meer bekend over Vermeer dan zijn schilderijen en gemeentelijke archiefstukken, terwijl juist zijn directe omgeving veel over de man en zijn werk zou kunnen verklaren. In die zin was de vondst van de inboedelinventaris die kort na Vermeers dood van zijn woning was opgemaakt een blikopener.
Gesteld kan desalniettemin worden dat informatie over Vermeers huis en haar interieurs vooralsnog vaag en fragmentarisch is, waardoor elke interpretatie van het huis speculatief blijft. Het heeft onderzoekers er kennelijk niet van weerhouden reconstructies te maken van de gevels, plattegronden en het interieur.

## Locatie
De woning van Vermeer stond in de toenmalige Paapse hoek in Delft, op de hoek van Oude Langendijk en de Molenpoort, thans Jozefstraat v/h Molenpoort. De Paapse hoek was een katholieke buurt en de woning stond vlak bij een jezuïtische schuilkerk die via een gangpad aan de Molenpoort achterlangs het Serpent bereikbaar was.

Jezuïetenkerk op de Oude Langendijk, ca. 1730, met uiterst rechts een stuk van het Serpent zichtbaar.

Vermeer zelf was oorspronkelijk protestant, maar bekeerde zich tot het katholicisme, mogelijk om toestemming van zijn schoonmoeder Maria Thins te krijgen met Catherina Bolnes te trouwen. Het katholicisme bleef sindsdien een belangrijke factor in zijn werk en leven. Vermeer verhuisde met zijn vrouw naar de woning van zijn schoonmoeder, het genoemde pand in de Papenhoek nabij de jezuïtische schuilkerk, waar Thins goede banden mee had en waar de kinderen van Vermeer gedoopt werden. De in de kerk actief zijnde jezuïet Isaac van der Mije heeft mogelijk een rol gespeeld bij enkele van Vermeers religieuze werken.

## De twee mogelijke hoekhuizen
Voor de reconstructies van Vermeers woning is gebruikgemaakt van historisch archiefmateriaal, bouwkundige kennis van 17e-eeuwse bouwkunst en de inventaris van Vermeers inboedel dat enkele maanden na zijn dood was opgemaakt.

### Trapmolen
De Trapmolen bestond ten tijde van Vermeer uit elf kamers, waaronder keukens, een kelder, een binnenplaats en een zolder. Het behoorde tot de grotere woningen in Delft. Elk van de kamers had een specifieke functie, wat ongebruikelijk was voor die tijd, aangezien woon- en werkruimtes in de meeste huizen van gewone mensen nog niet duidelijk gescheiden waren.

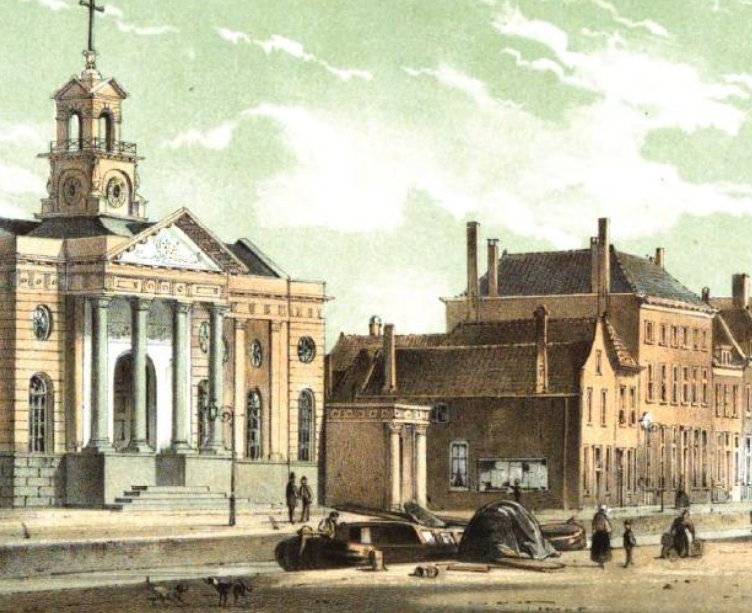
De hoek van Oude Langendijk en Molenpoort in 1858: links de toenmalige Sint-Jozefkerk; rechts het huis op Oude Langendijk 25.

Op de begane grond bevond zich een grote zaal, of opkamer, die leidde naar een kleine kamer, een mezzanine, vier keukens (waarvan één voor koken en één voor de was) en een kelder. De grote zaal diende een representatieve functie, getuige de aanwezigheid van familieportretten, religieuze objecten en Vermeers piek en helm van de schutterij, genoemd in de inboedelinventaris. Verder waren er twee kamers op de eerste verdieping en een zolder daarboven.
Vermeers atelier bevond zich op de bovenverdieping, met zicht op de markt. De ramen van het atelier waren op het noorden gericht, wat geliefd was bij schilders vanwege het gelijkmatige, koele licht. Waarschijnlijk gebruikte Vermeer ook twee kleinere kamers voor zijn werk, terwijl de zolder diende voor het opslaan van schildermateriaal, zoals een grote steen voor het malen van verf. Het huis van Vermeer was volgens Slager goed uitgerust, maar niet luxueus.

### Het Serpent
Voor het Serpent zijn twee bouwkundige reconstructies bekend.
Het pand volgens Warffemius
Volgens Warffemius was het huis L-vormig samengesteld. Het korte gedeelte van de gespiegelde L werd gevormd door een circa 7 meter brede gevel aan de Oude Langendijk, terwijl het circa 28 meter lange gedeelte aan de Molenpoort stond. Aan het eind, maar inbegrepen in die 28 meter, was de doorgang via welke vanaf de Molenpoort de achter de kerk gelegen pastorie bereikt kon worden. Het voorhuis was circa 11 meter diep en bevatte een begane grond, een verdieping en een zolder. Hierachter lag een hoger achterhuis met een diepte van circa 7,50 meter, bestaande uit een begane grond en een zolderverdieping. Daarachter stond nog een wat lagere uitbouw, eveneens met begane grond en zolder. Warffemius neemt aan dat het huis na de grote stadsbrand van Delft in 1536 is gebouwd. Het was niet ongewoon dat voorname huizen in Delft uit halverwege de zestiende eeuw een L-vorm hadden.
In het gedeelte met het zadeldak aan de voorgevel bevond zich aan de Oude Langendijk een trapgevel. De voordeur was centraal geplaatst in een houten pui, voorzien van hoge bovenlichten, een kenmerk dat in Delft vaker voorkwam. Op de verdieping in de voorgevel zijn twee kruiskozijnen op dezelfde hoogte, evenals een op de zolderverdieping. De binnenbreedte van het lange deel bedroeg circa 4,50 meter, terwijl de zijkamer aan de Oude Langendijk slechts 1,75 meter breed was. Het voorste gedeelte was vijf balkvakken diep. In dit voorste deel bevonden zich het voorhuis en de grote zaal. Het middendeel, drie vakken diep, bevatte het kamertje aan de grote zaal en de binnenkeuken, terwijl in het eveneens drie vakken diepe achterste gedeelte de achterkeuken, de kookkeuken en de waskeuken lagen. Het voorhuis dat twee balkvakken diep en ruim 4 meter hoog was en niet te verwarmen, bevatte parallel aan de voorgevel het hangkamertje, bereikbaar via een spiltrap. Links van het voorhuis lagen de kelder en de kelderkamer, voorzien van een schouw. Vanuit het voorhuis liep een gang langs de grote zaal en het kamertje aan deze zaal, en door tot aan de binnenkeuken. De drie balkvakken diepe zaal ontving licht vanuit de Molenpoort via twee vensters aan weerszijden van de schouw. Het aangrenzende kamertje, waarschijnlijk onverwarmd en slechts één balkvak diep, zou oorspronkelijk een binnenplaatsje geweest kunnen zijn, aangezien de muur tussen dit kamertje en de binnenkeuken boven het dak uitstak, wat duidt op latere invulling tussen bestaande bouwvolumes.
De binnenkeuken besloeg de volle breedte van het huis en was drie balkvakken diep, met een stookplaats. Deze keuken ontving licht vanaf de Molenpoort en de 'plaats'. De binnenkeuken was de grootste ruimte van het huis en diende waarschijnlijk als woonkeuken voor het echtpaar Vermeer, hun elf kinderen en Maria Thins. In de achterbouw bevonden zich links de drie balkvakken diepe kookkeuken met schouw, en rechts het achterkeukentje, waarschijnlijk ook met schouw, en het waskeukentje.
Het pand volgens Zantkuijl

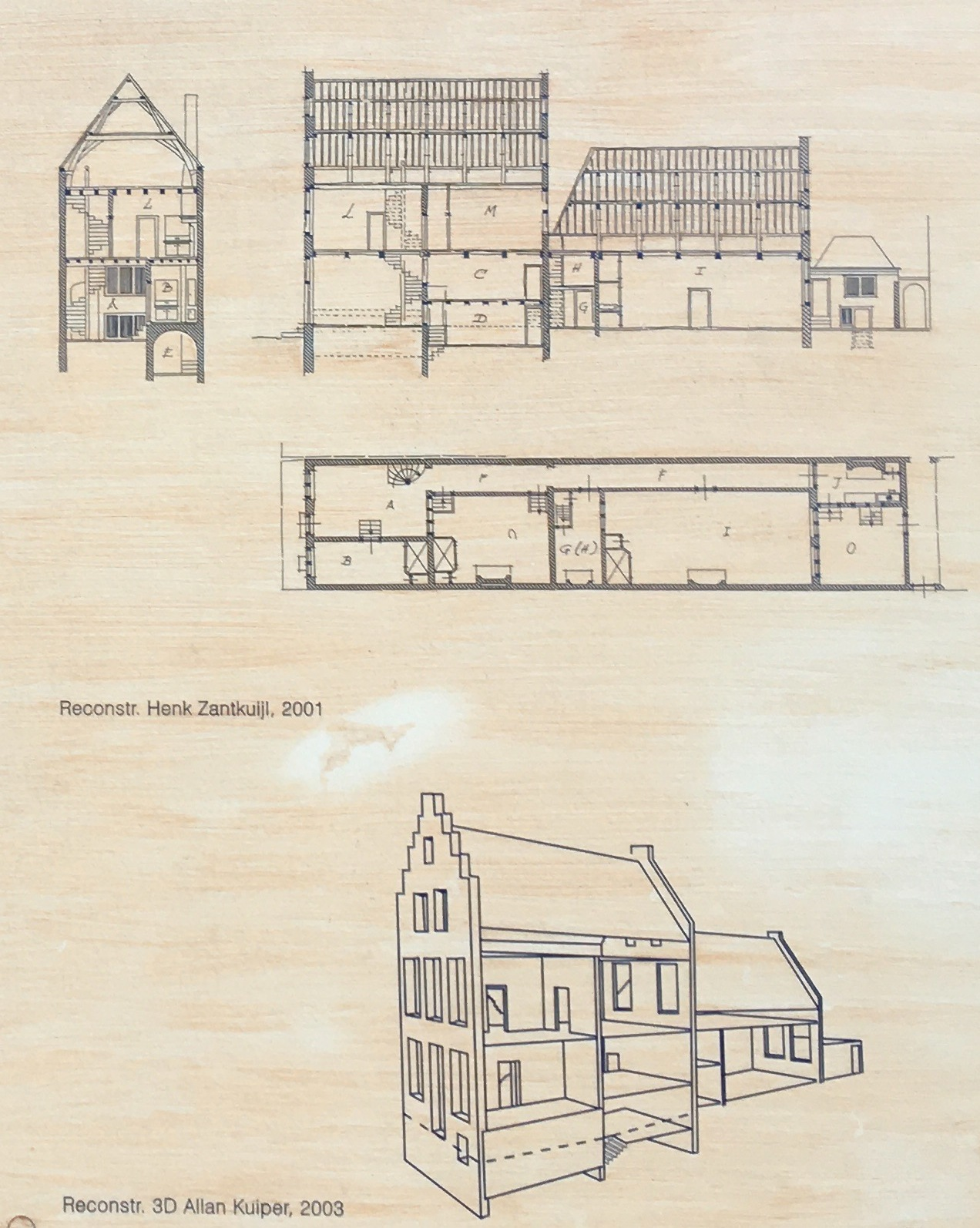
Reconstructie volgens Henk Zantkuijl

Ook Zandkuijl beschrijft het pand ten tijde van Vermeer als een hoekhuis. Deze zou volgens hem bestaan hebben uit een voorhuis met zijkamer en was vermoedelijk in twee fasen gebouwd. Het had een traditionele indeling met een gang en een binnenhaard met insteek. Onder deze insteek bevond zich oorspronkelijk de keuken, terwijl de opkamer erboven als binnenkeuken diende. Op de eerste verdieping bevonden zich een voor- en achterkamer. In de loop der tijd is het huis volgens Zantkuijl mogelijk uitgebreid met een extra woonkamer of zaal.

## Het interieur
Voor de reconstructies van Vermeers interieur is gebruikgemaakt van bouwkundige kennis van 17e-eeuwse bouwkunst en de inventaris van Vermeers inboedel. Daaruit kunnen de ruimten uit opgemaakt worden die in Vermeers huis zaten: het voorhuis, een grote zaal, een voorkamertje van de grote zaal, binnenkeuken, achterkeuken, kookkeuken, waskeuken, gang, kelderkamer, plaats, hangkamer, achterkamer, voorkamer en zolder. Bekend is voorts dat er ook een kelder was, maar die was niet in de inboedellijst opgenomen.
Hieronder een beschrijving van enkele kamers waarover gespeculeerd wordt.

### Vermeers atelier
Steadman stelt dat elf van Vermeers schilderijen vermoedelijk in zijn atelier op de eerste verdieping in het voorkant van het huis zijn gemaakt. Zijn inschattingen komen min of meer overeen met de inschattingen van Zantkuijl, die zo ver gaat als voor elk schilderij de locatie van zowel de scene als de schilder in het huis te bepalen.
| - Interpretaties van mogelijk de noordoostelijke hoek van Vermeers atelier |

Mogelijk had Vermeer in zijn atelier een hok voor een camera obscura. Een permanent geïnstalleerde camera obscura bij een raam in deze kamer zou een logische verklaring kunnen zijn voor het consistente perspectief en compositie in Vermeers schilderijen. Er is echter geen concreet bewijs, zoals een daadwerkelijke camera obscura of gedetailleerde beschrijving, die bevestigt dat Vermeer zo’n apparaat had, of deze zelfs ook maar in zijn huis gebruikte.

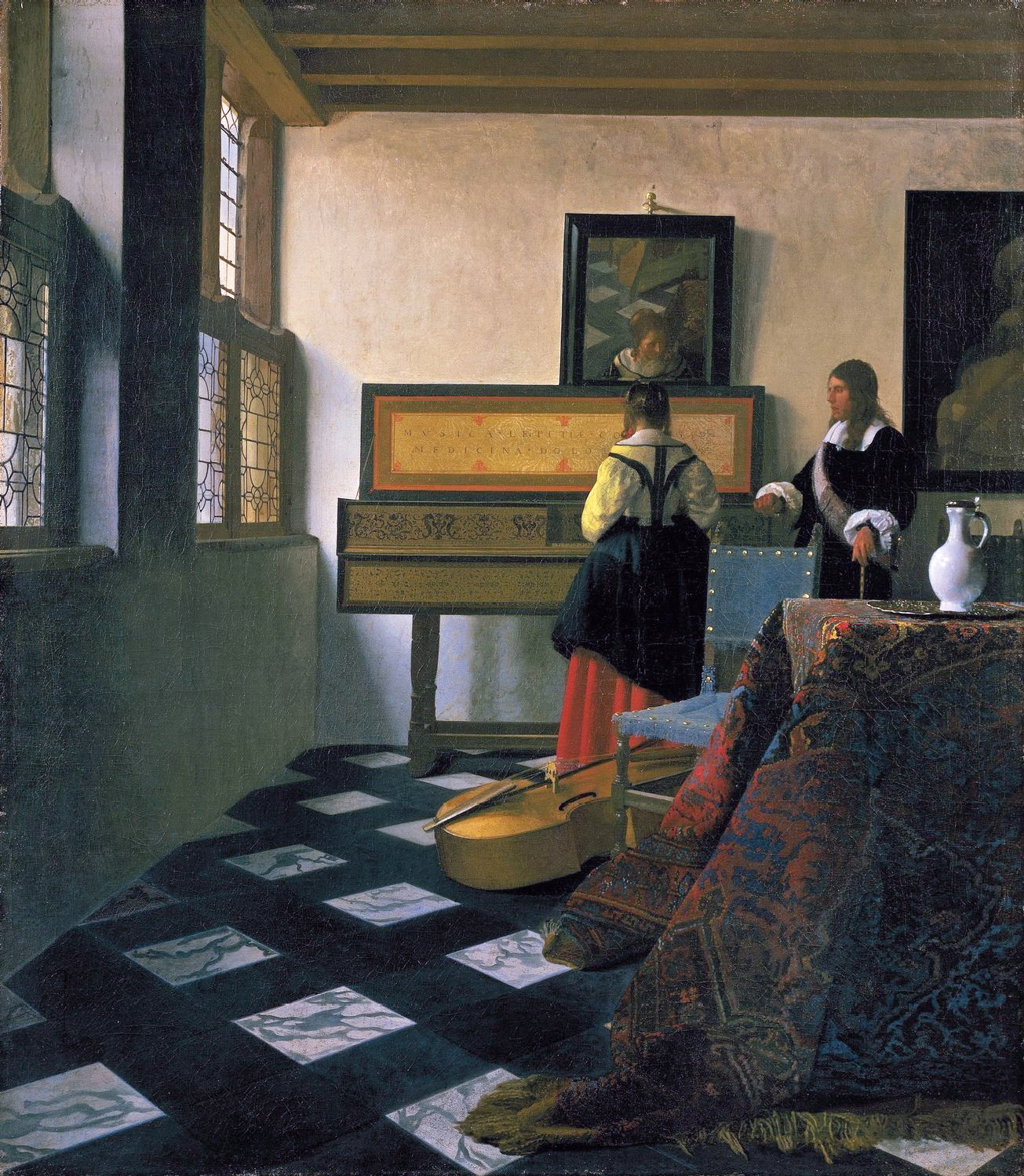
De muziekles geeft mogelijk het volledigste inkijkje in Vermeers atelier

Vermeers atelier was vermoedelijk op de eerste verdieping aan de straatzijde, met zicht op de Nieuwe Kerk. De noordwestelijke oriëntatie van de ramen zouden ideaal geweest zijn voor indirecte belichting. In de verbeelding van Janson was het atelier een zorgvuldig georganiseerde ruimte die meer weg had van een laboratorium dan van een traditionele kunstenaarsstudio. Zijn atelier was functioneel verdeeld in twee gebieden: het westelijke deel, waar hij zijn scènes inrichtte met modellen en rekwisieten, en een zone bij het raam, waar hij schilderde. Hier stonden zijn gereedschappen, waaronder een driepotige ezel, een schilderskabinet, een krukje, en mogelijk dus een camera obscura. Vermeer werkte volgens Janson nauwkeurig en systematisch, waarbij hij zijn composities zorgvuldig plande en optimaliseerde voordat hij daadwerkelijk begon te schilderen. Hij gebruikte soms een grote camera obscura om de lichtval en compositie te bestuderen en om zijn contouren nauwkeurig vast te leggen.

### De grote zaal

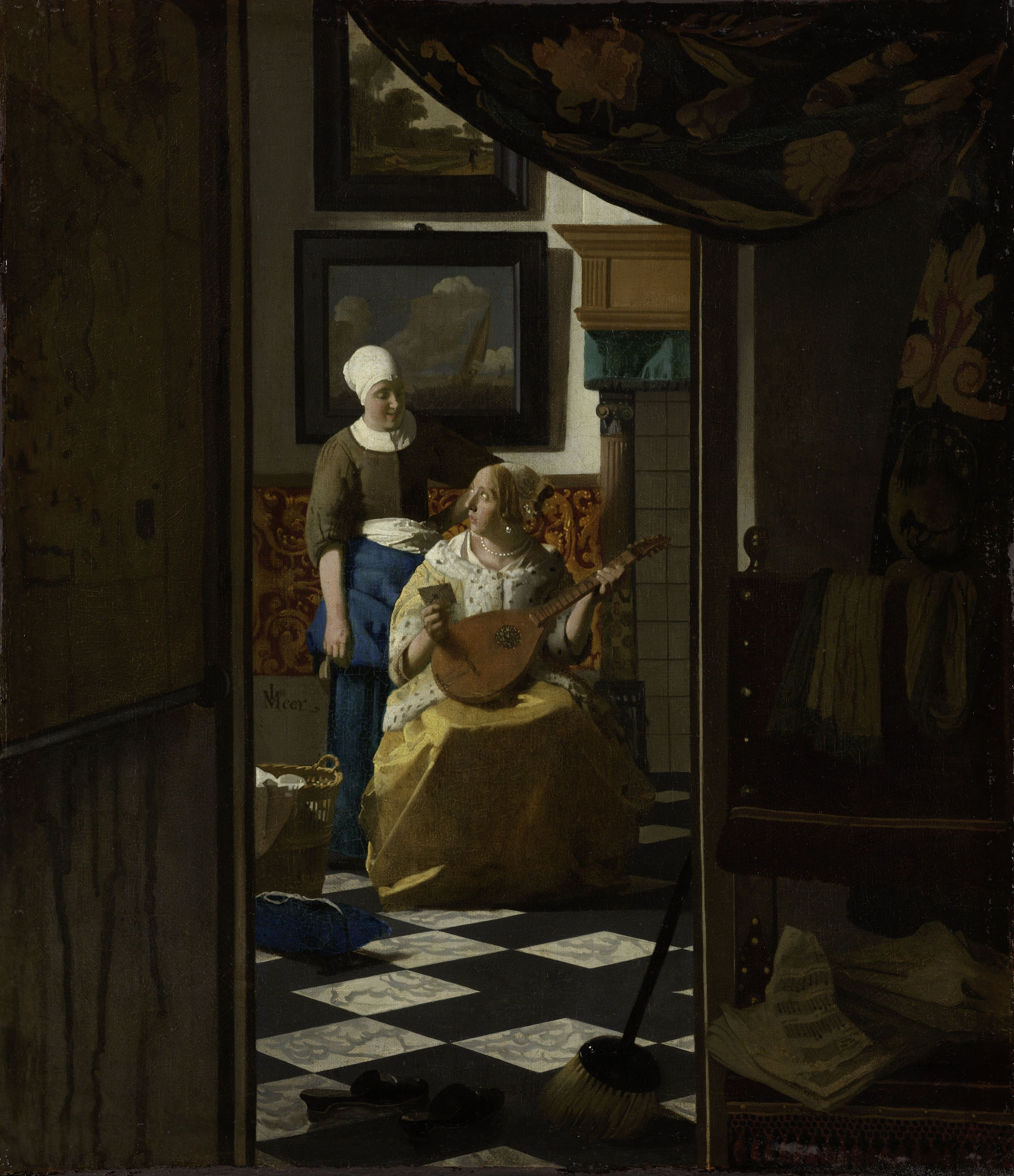
De liefdesbrief zou een inkijkje in de grote zaal kunnen zijn.

De grote zaal, ook wel de 'opkamer' of pronkkamer genoemd, was een indrukwekkende ruimte in het huis, ingericht met een groot aantal schilderijen die symmetrisch zijn opgehangen. Deze zaal diende voornamelijk als woonruimte voor volwassenen tijdens belangrijke gelegenheden en hoogtijdagen. De aanwezigheid van familieportretten, familiewapens, en de Vermeerse schutterij, harnas en -wapen benadrukt het belang van deze ruimte binnen het huishouden.
Het was gekleed in stijlvolle meubels, zoals een set van negen Spaanse roodleren stoelen, waarvan de bekroning met naar voren gerichte leeuwenkopjes doet denken aan de stoelen die vaak op Vermeer-schilderijen te zien zijn. Centraal in de ruimte bevindt zich een haard. In deze zaal werd ook geslapen; vanwege het grote aantal kinderen in het gezin zijn er onder de bedstee grote "coetsen" of laden geplaatst waarin kinderen konden slapen.

### De achterkamer

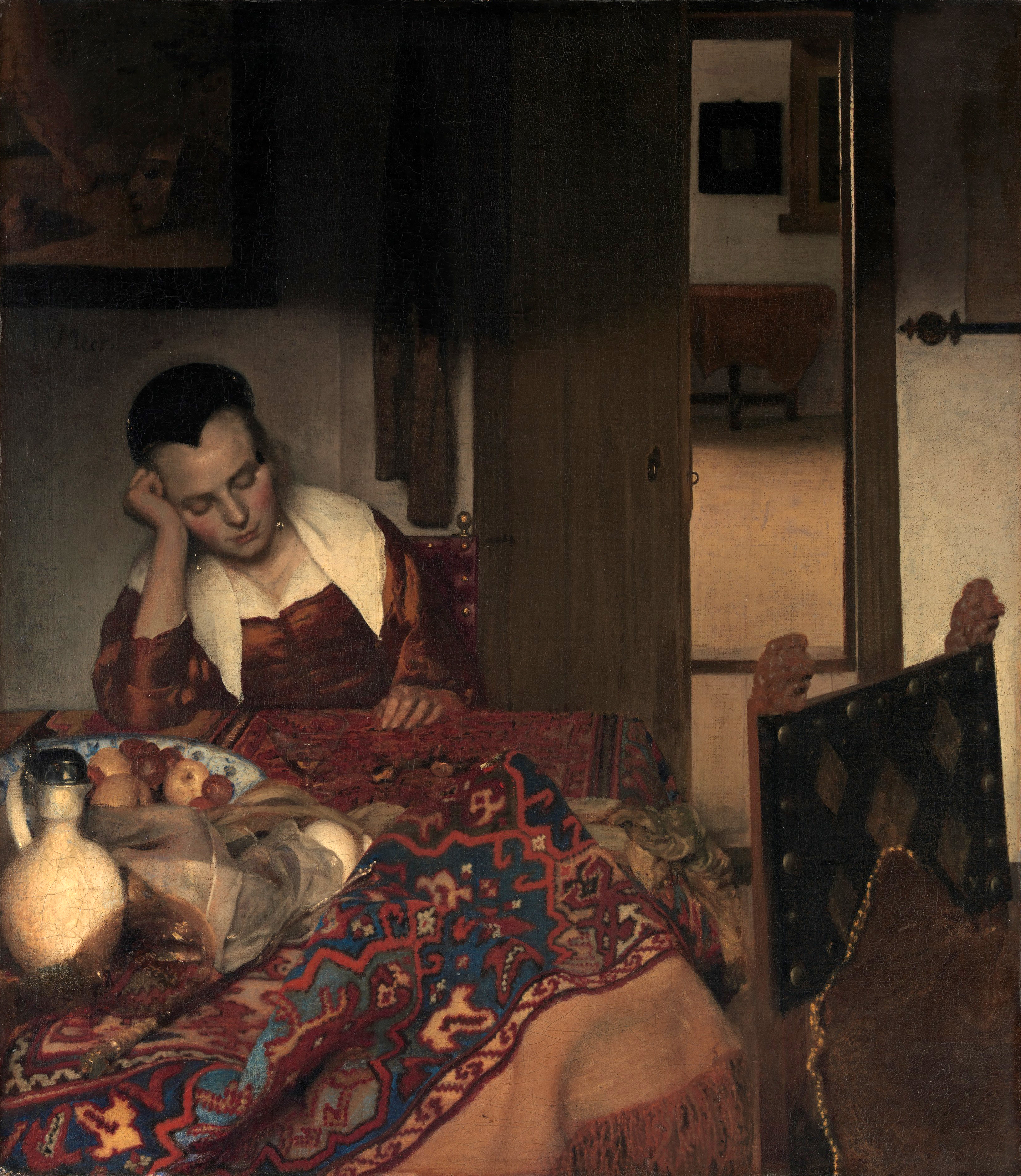
Slapend meisje geeft misschien via de openstaande deur een blik in de achterkamer.

De achterkamer was een ruimte op de eerste verdieping achterin het voorhuis. Mogelijk werd het vooral als opslag gebruikt, hoewel ook enkele van Vermeers werken hier gemaakt zouden kunnen zijn.

### Andere ruimten
Onderstaande lijst geeft inschattingen welke ruimtes mogelijk gebruikt zijn voor de vervaardiging van diverse schilderijen. Voor de volledigheid zijn hierin alle werken opgenomen die met grote zekerheid toegeschreven worden aan Vermeer en worden ook plaatsen van vervaardiging genoemd van werken die vermoedelijk buitenshuis gemaakt zijn, zoals de stadsgezichten.
| Titel                                    | Datering    | Locatie van vervaardiging *: volgens Zantkuijl; **: volgens Steadman |
| ---------------------------------------- | ----------- | --- |
| Diana en haar gezelschap                 | ± 1653-1656 | (Onbekend) |
| Christus in het huis van Martha en Maria | ± 1654-1656 | (Onbekend) |
| De koppelaarster                         | 1656        | Mechelen, Delft |
| Slapend meisje                           | ± 1656-1657 | Eerste verdieping, doorgang tussen voorkamer en achterkamer* |
| Brieflezend meisje bij het venster       | ± 1657-1659 | Grote zaal, hoek achtergevel-zijgevel* |
| Het straatje                             | ± 1657-1661 | Vlamingstraat, Delft |
| De soldaat en het lachende meisje        | ± 1655-1660 | Grote zaal, hoek achtergevel-zijgevel* |
| Het melkmeisje                           | ± 1658-1661 | (Onbekend) |
| Het glas wijn                            | ± 1658-1661 | Herenhuis van de families Van Nederveen-Van der Heul bij de buskruitfabriek aan de Buitenwatersloot, tegenover de Mosjesbrug, Delft Eerste verdieping-voorkamer, atelier, hoek voorgevel- tussenwand* Atelier (voorkamer op eerste verdieping)** |
| Dame en twee heren                       | ± 1659-1660 | Herenhuis van de families Van Nederveen-Van der Heul bij de buskruitfabriek aan de Buitenwatersloot, tegenover de Mosjesbrug, Delft Atelier (voorkamer op eerste verdieping)**                                                                   |
| Onderbreking van de muziek               | ± 1658-1661 | Eerste verdieping, achterkamer, hoek met achtergevel en zijgevel* Atelier (voorkamer op eerste verdieping)** |
| Gezicht op Delft                         | ± 1660-1661 | Stadsherberg Buyten, Delft |
| De muziekles                             | ± 1662-1664 | Eerste verdieping-voorkamer, atelier, hoek voorgevel- tussenwand* Atelier (voorkamer op eerste verdieping)** |
| Brieflezende vrouw in het blauw          | ± 1662-1665 | (Onbekend) |
| Vrouw met weegschaal                     | ± 1662-1665 | Eerste verdieping-voorkamer, atelier, hoek voorgevel- tussenwand* |
| Vrouw met waterkan                       | ± 1662-1665 | Eerste verdieping-voorkamer, atelier, hoek voorgevel- tussenwand* |
| De luitspeelster                         | ± 1662-1664 | Eerste verdieping-voorkamer, atelier, hoek voorgevel- tussenwand* |
| Vrouw met parelsnoer                     | ± 1662-1665 | Eerste verdieping-voorkamer, atelier, hoek voorgevel- tussenwand* |
| Schrijvende vrouw in het geel            | ± 1665-1666 | Atelier (voorkamer op eerste verdieping)** |
| Meisje met de rode hoed                  | ± 1665-1666 | (Onbekend) |
| Meisje met de parel                      | ± 1665-1667 | (Onbekend) |
| Het concert                              | ± 1664-1667 | Atelier (voorkamer op eerste verdieping)** |
| Allegorie op de schilderkunst            | ± 1662-1668 | Eerste verdieping-voorkamer, atelier, hoek voorgevel- tussenwand* |
| Meisjeskopje                             | ± 1665-1674 | (Onbekend) |
| Dame en dienstbode                       | ± 1666-1667 | (Onbekend) |
| De astronoom                             | 1668        | Grote zaal, hoek achtergevel-zijgevel* |
| De geograaf                              | 1668-1669   | Grote zaal, hoek achtergevel-zijgevel* |
| De kantwerkster                          | ± 1669-1671 | (Onbekend) |
| De liefdesbrief                          | ± 1667-1670 | Door de deur in de gang ziende in zaal met deel van schouw* Atelier (voorkamer op eerste verdieping)** |
| De gitaarspeelster                       | ± 1669-1672 | Eerste verdieping, voorkamer-atelier, hoek voorgevel en zijgevel* |
| Schrijvende vrouw met dienstbode         | ± 1670-1671 | Eerste verdieping-voorkamer, atelier, hoek voorgevel- tussenwand* Atelier (voorkamer op eerste verdieping)** |
| Allegorie op het geloof                  | ± 1671-1674 | Jezuitische schuilkerk Eerste verdieping-voorkamer, atelier, hoek voorgevel- tussenwand* Atelier (voorkamer op eerste verdieping)** |
| Staande virginaalspeelster               | ± 1670-1673 | Eerste verdieping-voorkamer, atelier, hoek voorgevel- tussenwand* Atelier (voorkamer op eerste verdieping) |
| Zittende virginaalspeelster              | ± 1670-1675 | Eerste verdieping-voorkamer, atelier, hoek voorgevel- tussenwand* |

## Vermeers huiselijke woon- en werkleven (een impressie)
Gesuggereerd wordt dat Vermeer ambitie had om een hogere sociale status te bereiken dan zijn ouders en grootouders. Zijn huwelijk in 1653 met Catharina Bolnes, dochter van Maria Thins, een welgestelde katholieke vrouw, was een belangrijke stap in die richting. De verhuizing van Thins, waarschijnlijk voor 1660, naar Groot Serpent, een van de grotere huizen in het hart van de katholieke gemeenschap nabij de Markt en de jezuïetenschuilkerk, bevestigde de religieuze en sociale status van zowel Maria Thins als Vermeer. Het huis bood Vermeer voldoende ruimte voor een atelier, vermoedelijk in de voorkamer op de eerste verdieping, waar hij kunstliefhebbers in een stijlvolle omgeving kon ontvangen. Daarnaast was het een geschikte locatie voor zijn schilderijenhandel.
Pieter Claesz van Ruijven en zijn vrouw Maria de Knuijt, die regelmatig een groot deel van Vermeers schilderijen kochten, behoorden tot dezelfde, hoewel iets lagere, economische klasse als Maria Thins. Hoewel Van Ruijven en De Knuijt geen katholieken waren, beschouwden zij Maria Thins waarschijnlijk als een gelijke. Bij een bezoek aan Vermeer in zijn huis aan de Oude Langendijk, negeerden zij wellicht religieuze kunstwerken, zoals Crucifixion van Jordaens en een schilderij van de Madonna in de grote zaal; en een schilderij van Sint-Veronica in de binnenkamer, maar de familieportretten en Thins en andere schilderijen in het huis moet hen vertrouwd voorgekomen zijn. Ze hadden bovendien voldoende gespreksstof met Vermeer en zijn vrouw over werken van Fabritius, Hoogstraten en andere kunstenaars.
De verhuizing van Van Ruijven en De Knuijt naar Den Haag in 1673, alsook de gevolgen van de Frans-Nederlandse Oorlog (1672–1678) op de kunstmarkt, hadden waarschijnlijk een negatieve invloed op Vermeers toch al bescheiden financiële situatie, met mogelijk zijn abrupte dood in december 1675 als gevolg.

### De realiteit

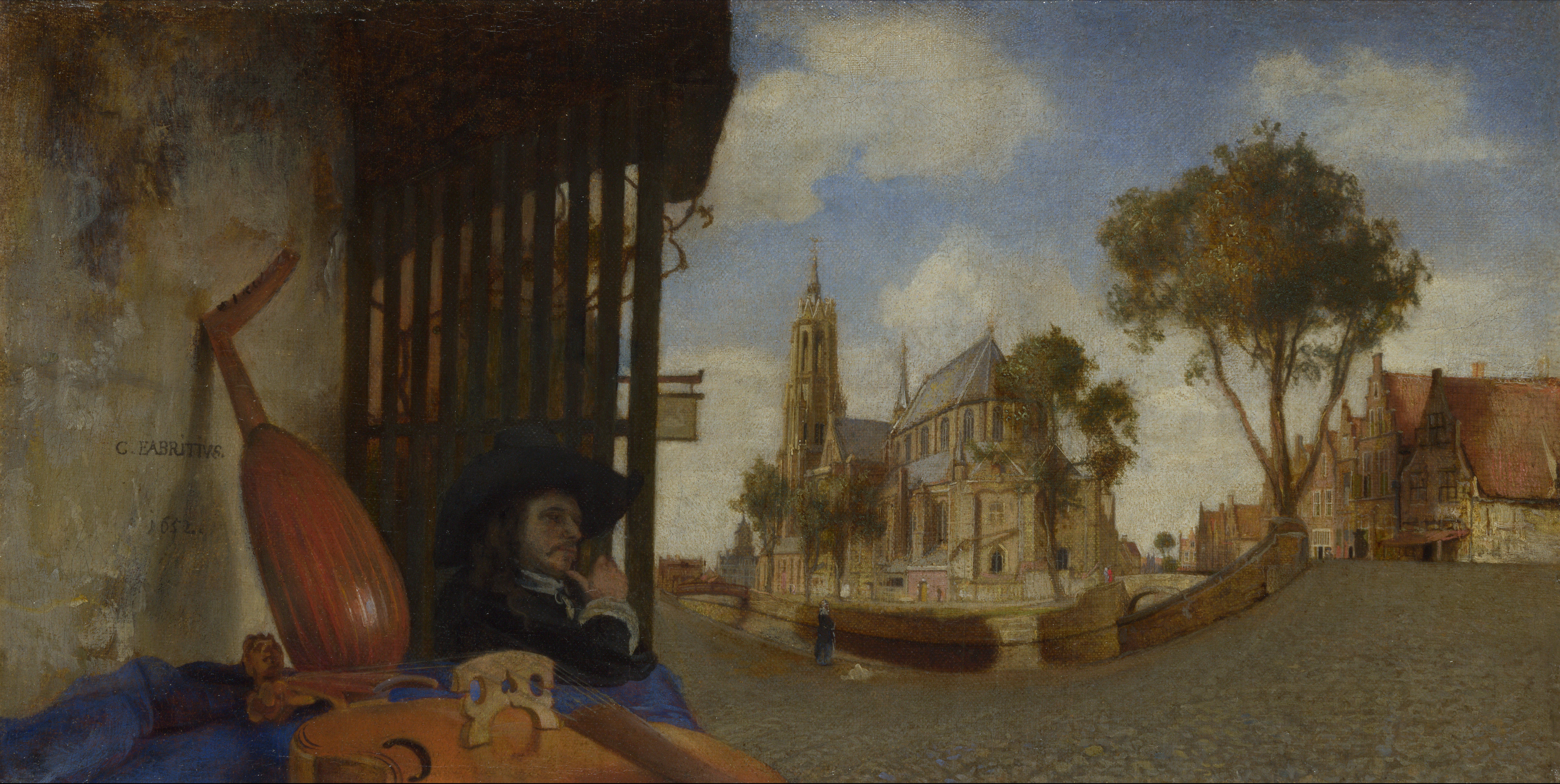
De Oude Langendijk in 1662, geschilderd door Carel Fabritius. Vanuit dit perspectief gezien stond Vermeers huis links van de brug bij de toren van de Nieuwe Kerk.

Diverse schilderijen en goederen die worden genoemd in de inboedelinventaris kunnen in Vermeers oeuvre teruggevonden worden. Dit wil niet zeggen dat de interieurtaferelen een realistisch beeld geven van het interieur van Vermeers huis: Vermeers werken bevatten artistieke interpretaties waardoor niet met zekerheid gesteld kan worden welke ruimtes hij in zijn taferelen toonde, laat staan dat het echt interieuren in zijn woning betreft; en hoe deze er toen uitzagen. Desalniettemin lijken de onderzoekers het erover eens te zijn dat het gros van de schilderijen thuis in Vermeers atelier is gemaakt.
De allesbehalve florissante persoonlijke financiële situatie van Vermeers wordt mede gesuggereerd door het herhaaldelijk gebruik van dezelfde attributen in de diverse interieurschilderijen. Desalniettemin weerspiegelen zijn werken die gemaakt zijn vermoedelijk de ruimtelijke, sociale en culturele sfeer waarin familie Vermeer-Bolnes verkeerde. Dit veranderde wellicht vanaf Rampjaar 1672 toen Vermeer steeds meer moeite had om het hoofd financieel boven water te houden.